# Filmoteca

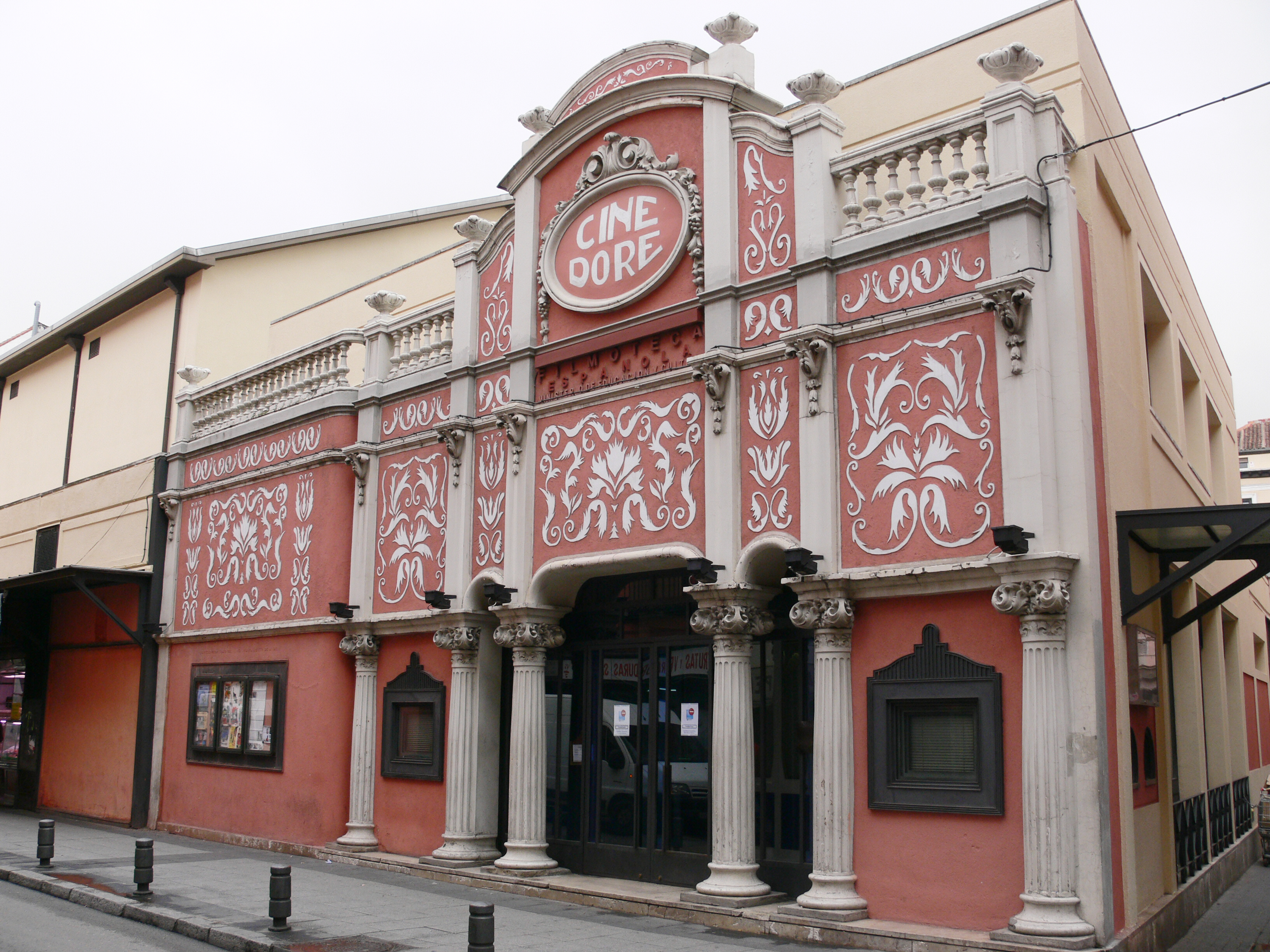
El Cine Doré, en Madrid, España, sede de la Filmoteca Española.

es el archivo especializado en la catalogación, conservación (o en su caso restauración) y consulta de documentos cinematográficos; una forma particular de documentos que son el soporte de una fuente audiovisual de información al tiempo que forma de expresión artística (el cine)
La mayor parte de las cinetecas tienen programas de exhibición pública de sus fondos o de los de otras instituciones similares con las que realizan intercambios. Estas proyecciones, se diferencian de las de las salas comerciales, por su propósito investigador, divulgativo o docente; y se centran en películas que, o bien no son de actualidad, o son de interés minoritario.
Las más conocidas en el mundo son las siguientes:
- la Cinémathèque française, de ámbito mundial, subvencionada por Francia;
- el American Film Institute, de Estados Unidos;
- el National Film Registry, parte de la Biblioteca del Congreso de Estados Unidos, tiene un propósito selectivo: conserva 25 obras cada año (desde 1988).

## Filmotecas de España
- Filmoteca Española.
- Otras filmotecas de España:

- Filmoteca de Albacete
- Centro Galego de Artes da Imaxe
- Filmoteca de Andalucía
- Filmoteca de Cataluña
- Filmoteca Canaria
- Filmoteca de Extremadura
- Filmoteca del Instituto Valenciano de Cinematografía.
- La Filmoteca de Albacete se prevé que sea en el futuro la sede de una institución de ámbito autonómico (Castilla-La Mancha).

## Filmotecas de Hispanoamérica
- Cinemateca Universitaria de la Fundación de la Universidad Pedagógica Nacional Francisco Morazán.
- Cinemateca Boliviana
- Cineteca Nacional de México
- Cineteca Universidad de Chile
- Cinemateca Uruguaya
- Cinemateca Nacional de Venezuela
- Filmoteca de la UNAM (México)
- Filmoteca Cine Arte y Casa Cultural, de Costa Rica
- Fundación Patrimonio Filmico Colombiano (Colombia)